# Eyvindur Þorsteinsson
Eyvindur Þorsteinsson fue un vikingo y uno de los primeros colonos de Suður-Þingeyjarsýsla en Islandia (siglo IX). Era hijo de Þorsteinn höfða, un hersir de Hordaland, Noruega. A la muerte de su padre decide emigrar a Islandia y le pide a su hermano, Ketill hörðski, que si lo desea podía ir a Islandia para fundar su propia hacienda más adelante. 
Eyvindur navegó hasta el norte de la isla y tomó la tierra de Húsavík. Luego se desplazó a Reykjardal donde procuró tierras para él y su hermano. Fue el primer goði del clan familiar de los Reykdælir. Fundó el emplazamiento de Helgastaðir y más tarde se unió su hermano que tuvo su hacienda en Einarsstaðir. Tuvo dos hijos, Helgi, bóndi en Helgastaðir que murió ahogado en Grímseyjarsund, y Áskell Goði.